# Georg Puchowski
Georg Puchowski (* 13. November 1892 in Berlin; † 20. November 1967 ebenda) war ein deutscher römisch-katholischer Geistlicher und Politiker (Zentrum).

## Leben

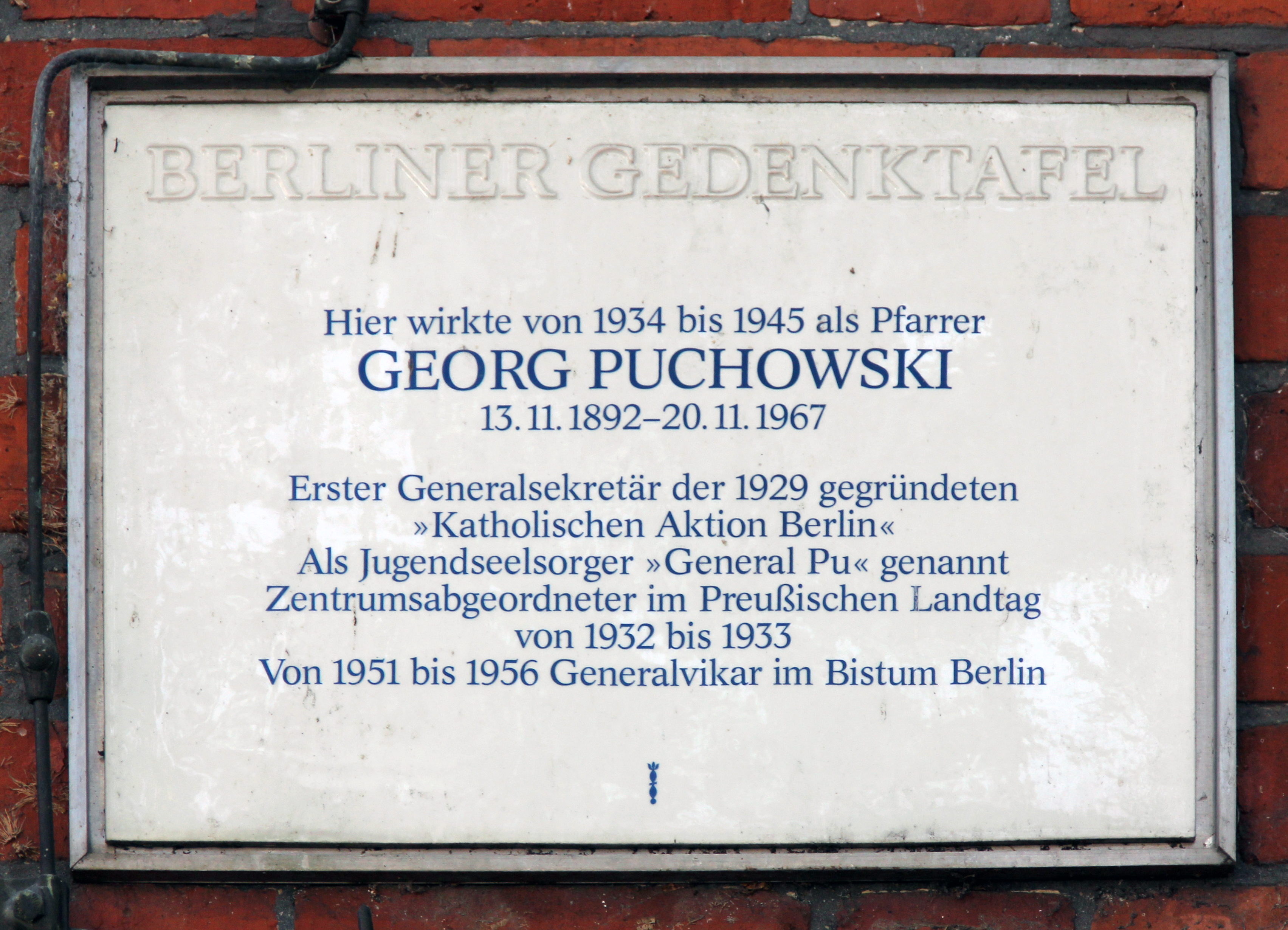
Berliner Gedenktafel am Haus, Bellermannstraße 91, in Berlin-Gesundbrunnen

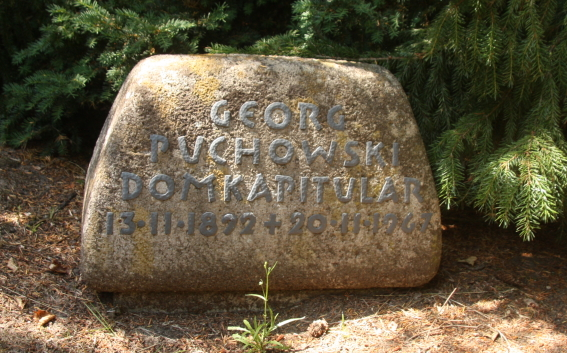
Grabstein auf dem Hedwigsfriedhof in Berlin-Reinickendorf

Puchowski besuchte von 1899 bis 1902 die St. Hedwig-Pfarrschule und danach das Luisenstädtische Gymnasium in Berlin, an dem er 1911 das Abitur ablegte. Im Anschluss studierte er zunächst Mathematik und Naturwissenschaften an der Universität Berlin, wechselte dann das Fach und studierte katholische Theologie an der Universität Breslau. Im Oktober 1914 musste er sein Studium unterbrechen und nahm in den folgenden Jahren als Soldat bei der 1. Batterie des 3. Garde-Feldartillerie-Regiments am Ersten Weltkrieg teil. Während des Krieges wurde er an der West- und Ostfront eingesetzt. Nach seinem Ausscheiden aus der Armee im Februar 1919 setzte er sein Studium an der Breslauer Universität fort. Im Juni 1921 empfing er die Priesterweihe.
Puchowski arbeitete von Juli bis September 1921 als Aushilfe (Vicarius substitutus) in Liebenau. Er war von September 1921 bis April 1923 als Kaplan in Brockau bei Breslau, von April 1923 bis April 1926 als Kaplan in Berlin-Reinickendorf und von 1926 bis 1928 als Kuratus in Trebbin tätig. Von Dezember 1928 bis Juli 1930 wirkte er als Generalsekretär der Katholischen Aktion Berlin. Seit Januar 1928 war er Direktor des katholischen Jugendamtes der Diözese Berlin und gleichzeitig Diözesanpräses des dortigen Jungmännerverbandes. Weiterhin fungierte er als Kreisvorsitzender der Deutschen Jugendkraft im Kreis Oder-Spree, als Zweiter Vorsitzender des Landesausschusses der deutschen Jugendverbände in der Provinz Brandenburg, als Mitglied der Landesjugendämter Berlin und Provinz Brandenburg sowie als Mitglied des Reichsausschusses der deutschen Jugendverbände und des Deutschen Reichsausschusses für Leibesübungen.
Puchowski hatte sich der Zentrumspartei angeschlossen, für die er von 1932 bis 1933 als Abgeordneter dem Preußischen Landtag angehörte. Nach der Machtübernahme der Nationalsozialisten musste er 1933 aus politischen Gründen zur Gemeinde St. Petrus in Berlin-Gesundbrunnen wechseln, an der er von 1934 bis 1945 als Pfarrer wirkte und seine Jugendarbeit fortsetzte.
Puchowski wurde 1945 Ordinariatsrat, 1946 residierender Domkapitular, 1948 Mitglied des Internationalen Pax-Christi-Rates und 1951 Defensor vinculi im Bistumskonsistorium. Von 1951 bis 1956 war er als Generalvikar für Bischof Wilhelm Weskamm im Bistum Berlin tätig. 1957 wurde er zum Prosynodalexaminator ernannt. Nach seinem Tod wurde er auf dem Domfriedhof St. Hedwig in Berlin-Reinickendorf beigesetzt.

## Ehrungen
- Päpstlicher Hausprälat, 1950
- Am 21. April 1989 wurde in Berlin-Gesundbrunnen, Bellermannstraße 91, eine Berliner Gedenktafel enthüllt.